# Deštenský Špičák
Der Deštenský Špičák bzw. Špičák (deutsch Spitzberg, auch Deschneyer Spitzberg) ist ein 841 m hoher Berg im Nachoder Bergland (Náchodská vrchovina) in Tschechien. Er liegt knapp zwei Kilometer nordwestlich von Deštné v Orlických horách und ist die höchste Erhebung des Nachoder Berglandes sowie des gesamten Adlergebirgsvorlandes (Podorlická pahorkatina).

## Geographie
Der Deštenský Špičák ist der nordwestliche Gipfel eines bewaldeten Höhenzuges, der sich westlich des Tales der Deštná erhebt. Nach Südosten hin schließen sich ein namenloser Gipfel (833 m n.m.) und der als Plasnický Špičák (833 m n.m.)▼ bezeichnete Südgipfel an.  Der Nord-, West- und Südhang des Berges werden durch zwei stillgelegte große Steinbrüche geprägt. Am Südwesthang des Berges entspringt der Bach Koutský potok.
Umliegende Ortschaften sind Víska (Pfitzendörfel) und Plasnice im Norden, Ošerov und Víska (Dörfel) im Nordosten, Paseka im Osten, Deštné und Dříš im Südosten, Kout im Süden, Šediviny und Končiny im Westen sowie Lesní Domov im Nordwesten.

## Geologie
Der Spitzberg ist vorwiegend aus Gabbro aufgebaut, einem basischen plutonischen Gestein, das typisch u. a. für tiefere Regionen ozeanischer Erdkruste ist. Die südliche Kuppe (Plasnický Špičák) und die Westflanke des Berges bestehen neben Gabbro aus Amphibolit, einem metamorphen Gestein, das aus basischen Magmatiten hervorgeht. Tatsächlich besitzen Gabbro und Amphibolit am Spitzberg keinen scharfen Kontakt, sondern sie gehen allmählich ineinander über. Der Anorthitanteil unter den Plagioklasen des Gabbros liegt bei ungefähr 50 %, weshalb das Gestein auch als „Gabbrodiorit“ angesprochen wird. Regionalgeologisch gehören der Spitzberg-Gabbro und der ihn umgebende Amphibolit zur Nové-Město-Gruppe des Orlické-hory-Kładsko-Kristallins der Lausitz-Westsudeten-Zone (Lugicum) der Böhmischen Masse. Allgemein werden die (Meta-)Basite der Nové-Město-Gruppe als Zeugnisse eines kambrischen Magmatismus eines kontinentalen Grabenbruches interpretiert, der sich zu einer ozeanischen Spreizungszone weiterentwickelte.

## Geschichte
Östlich des Gipfels verlief früher die Grenze zwischen den Forstrevieren der Herrschaften Opočno und Reichenau. Auf dem Gipfel befand sich früher die Mědílek-Aussicht (Mědílkova vyhlídka). Mit der Aufnahme des Gabbro-Steinbruches am Westhang wurde der Aussichtspunkt 1937 abgeschafft. Das Gestein wurde anfänglich zum Bau des Tschechoslowakischen Walls, später zum Straßen- und Wegebau verwendet.
Heute gibt es in der Nähe des abgeholzten Hauptgipfels über dem aufgelassenen Steinbruch wieder einen Aussichtspunkt. Am Osthang des Plasnický Špičák besteht die Skipiste Na Špičáku mit Liftbetrieb und eine Rodelbahn.

## Aussicht
Der Spitzberg bietet einen weiten Ausblick; im Westen reicht die Sicht über die Hohenbrucker Tafel (Třebechovické tabule), nördlich über die niederen Teile des Nachoder Berglandes. Nach Osten und Südosten bietet sich eine Aussicht über das Deschneyer Tal und das Albatal mit dem Panorama des Adlergebirgskammes.